# Theda Bara

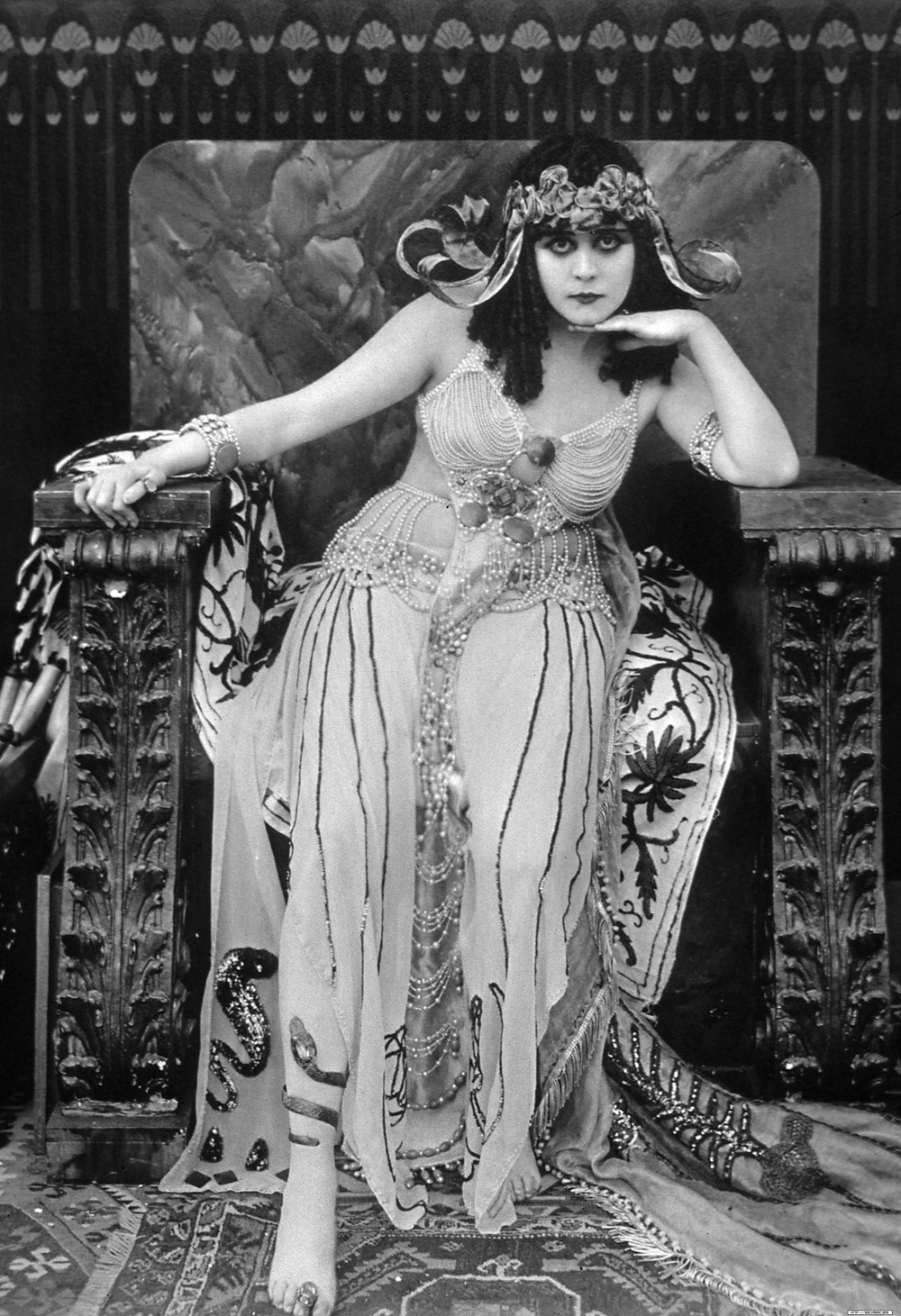
Theda Bara v roli Kleopatry

Theda Bara (29. července 1885 — 5. dubna 1955) byla americká herečka němého filmu.
Narodila se jako Theodosia Burr Goodmannová ve středostavovské židovské rodině v Cincinnati. První film A Fool There Was natočila, když jí bylo třicet let. Stala se prototypem femme fatale, dekadentní krásky využívající a ničící muže. Reklama kolem ní vytvářela auru záhadné orientální princezny, pseudonym Theda Bara byl přesmyčkou slov Arab Death (Arabská smrt). Natočila asi čtyřicet filmů, většina z nich však později shořela. V roce 1921 se Theda Bara provdala za režiséra Charlese Brabina a krátce nato ukončila hereckou činnost.